# Beckers muskeldystrofi
Beckers muskeldystrofi (BMD) är en ovanlig, ärftlig sjukdom i musklerna (muskeldystrofi), i synnerhet och först skelettmusklerna, som leder till färre och färre muskelceller, som orsakas av problem med proteinet dystrofin. Det påminner mycket om Duchennes muskeldystrofi men har ett lindrigare förlopp än den varianten av dystrofinproblem.

## Symtom
Ofta bryter symtomen ut innan 15 års ålder, men de kan bryta ut längre upp i vuxen ålder. De första symtomen på BMD är en långsamt fortskridande muskelsvaghet och muskelförtvining  i höfter, lår, bäckenområdet och skuldrorna. Detta kan leda till att personen börjar gå på ett märkligt sätt, exempelvis genom att gå på tå eller vagga fram. Ett tidigt tecken är ofta att vaderna blir onaturligt stora. Personen kan få problem med balansen och koordinationen, och ramla ofta. Med tiden hamnar personen oftast i rullstol.  Svagheten och förtviningen är lika på båda sidorna.
Somliga får kramp i musklerna och vissa upplever muskelsmärtor, speciellt vid ansträngning. Hjärtat kan i egenskap av muskel påverkas, vilket innebär att hjärtmuskeln också försvagas, och sjukdomen kan då ge  hjärtsvikt, takykardi, och ospecifika blåsljud. Problemen med skelettmusklerna måste inte korrelera med allvaret i hjärtpåverkan. Likaså kan andningen drabbas (dyspné). Påverkan på lungmusklerna kan leda till hosta. Möjligen kan dystropinproblemen påverka hjärnan och ge koncentrationssvårigheter och minnesproblem.

## Orsak
BMD beror på mutationer på den gen som kodar för dystrofin vilka leder till att det finns mindre dystrofin i musklerna. Genen finns på X-kromosomen, vilket innebär att mutationen kan ha ärvts från modern om män drabbas, men kvinnliga anlagsbärare kan ha ärvt mutationen från båda föräldrarna. Det är i ungefär vart tredje fall en nymutation. På grund av genens placering drabbas män avsevärt mycket oftare än kvinnor.

## Prevalens
I Sverige får årligen 3-5 pojkar eller män diagnosen, men antalet sjuka skattas till 4 per 100 000 svenska män.